# River Crouch
River Crouch är ett vattendrag i Storbritannien.   Det ligger i riksdelen England, i den sydöstra delen av landet, 70 km öster om huvudstaden London.